# Mikke Leinonen
Mikke Leinonen (ur. 14 stycznia 1992 w Lahti) – fiński dwuboista klasyczny, zawodnik klubu Lahden Hiihtoseura.

## Kariera
Po raz pierwszy na arenie międzynarodowej Mikke Leinonen pojawił się 17 marca 2007 roku w Ruce, gdzie w zawodach Pucharu Świata B zajął 34. miejsce w starcie masowym. W styczniu 2010 roku wystartował na mistrzostwach świata juniorów w Hinterzarten, zajmując 35. miejsce w zawodach metodą Gundersena, a w sztafecie był trzynasty. Jeszcze dwukrotnie startował na imprezach tego cyklu, najlepsze wyniki osiągając podczas MŚJ w Erzurum w 2012 roku, gdzie był siódmy w Gundersenie, szósty w drużynie i piąty w sprincie.
W Pucharze Świata zadebiutował 11 marca 2011 roku w Lahti, zajmując 51. miejsce w Gundersenie. Pierwsze pucharowe punkty wywalczył blisko trzy lata później, 4 stycznia 2014 roku w Czajkowskim, zajmując 29. miejsce w tej samej konkurencji.
W 2013 roku brał udział w mistrzostwach świata w Val di Fiemme, gdzie zajął ósme miejsce w sztafecie, a indywidualnie plasował się w czwartej dziesiątce.
Po sezonie 2016/2017 postanowił zakończyć sportową karierę.

## Osiągnięcia

### Igrzyska olimpijskie
| Miejsce | Dzień     | Rok  | Miejscowość | Konkurencja           | Wynik zwycięzcy | Strata  | Zwycięzca     |
| ------- | --------- | ---- | ----------- | --------------------- | --------------- | ------- | ------------- |
| 40.     | 12 lutego | 2014 | Soczi       | Gundersen HS106/10 km | 23:50,2         | +3:19,1 | Eric Frenzel  |
| 42.     | 18 lutego | 2014 | Soczi       | Gundersen HS140/10 km | 22:45,5         | +3:51,9 | Jørgen Gråbak |

### Mistrzostwa świata
| Miejsce | Dzień     | Rok  | Miejscowość   | Konkurencja           | Wynik zwycięzcy | Strata  | Zwycięzca           |
| ------- | --------- | ---- | ------------- | --------------------- | --------------- | ------- | ------------------- |
| 34.     | 22 lutego | 2013 | Val di Fiemme | Gundersen HS106/10 km | 29:13,2         | +2:20,6 | Jason Lamy Chappuis |
| 8.      | 24 lutego | 2013 | Val di Fiemme | Sztafeta HS106/4x5 km | 57:34,0         | +3:36,8 | Francja             |
| 36.     | 28 lutego | 2013 | Val di Fiemme | Gundersen HS134/10 km | 27:22,8         | +3:56,5 | Eric Frenzel        |

### Mistrzostwa świata juniorów
| Miejsce | Dzień       | Rok  | Miejscowość  | Konkurencja           | Wynik zwycięzcy | Strata  | Zwycięzca            |
| ------- | ----------- | ---- | ------------ | --------------------- | --------------- | ------- | -------------------- |
| 35.     | 29 stycznia | 2010 | Hinterzarten | Gundersen HS106/10 km | 29:43,5         | +3:31,2 | Ole Christian Wendel |
| 13.     | 31 stycznia | 2010 | Hinterzarten | Sztafeta HS106/4x5 km | 53:00,1         | +6:58,1 | Niemcy               |
| 20.     | 27 stycznia | 2011 | Otepää       | Gundersen HS100/10 km | 26:37,7         | +2:59,7 | Johannes Rydzek      |
| 15.     | 29 stycznia | 2011 | Otepää       | Sprint HS100/5 km     | 12:44,5         | +1:44,4 | Marjan Jelenko       |
| 7.      | 22 lutego   | 2012 | Erzurum      | Gundersen HS109/10 km | 26:50,8         | +34,5   | Mattia Runggaldier   |
| 6.      | 24 lutego   | 2012 | Erzurum      | Sztafeta HS109/4x5 km | 51:16,9         | +2:05,4 | Austria              |
| 5.      | 25 lutego   | 2012 | Erzurum      | Sprint HS109/5 km     | 12:52,9         | +22,9   | Øystein Granbu Lien  |

### Puchar Świata

#### Miejsca w klasyfikacji generalnej
- sezon 2010/2011: niesklasyfikowany
- sezon 2011/2012: niesklasyfikowany
- sezon 2012/2013: niesklasyfikowany
- sezon 2013/2014: 57.
- sezon 2014/2015: niesklasyfikowany
- sezon 2015/2016: 59.
- sezon 2016/2017: niesklasyfikowany

### Puchar Kontynentalny

#### Miejsca w klasyfikacji generalnej
- sezon 2006/2007: niesklasyfikowany
- sezon 2007/2008: niesklasyfikowany
- sezon 2008/2009: niesklasyfikowany
- sezon 2009/2010: niesklasyfikowany
- sezon 2010/2011: 81.
- sezon 2011/2012: 43.
- sezon 2012/2013: 84.
- sezon 2013/2014: 81.
- sezon 2014/2015: 66.
- sezon 2015/2016: 36.
- sezon 2016/2017: 48.

#### Miejsca na podium chronologicznie
| Nr | Data            | Miejscowość | Konkurencja          | Wynik zwycięzcy | Pozycja | Strata | Zwycięzca                  |
| -- | --------------- | ----------- | -------------------- | --------------- | ------- | ------ | -------------------------- |
| 1. | 8 stycznia 2012 | Erzurum     | Gundersen HS95/10 km | 25:03,7         | 3.      | +5,5   | Truls Sønstehagen Johansen |

### Letnie Grand Prix

#### Miejsca w klasyfikacji generalnej
- 2011: niesklasyfikowany
- 2012: nie brał udziału
- 2013: niesklasyfikowany